# Gilles Spifame de Brou
Pour les autres membres de la famille, voir Famille Spifame.
Gilles Spifame de Brou, mort  le 7 avril 1578 à Paris, est un prélat français du XVIe siècle.

## Biographie
Gilles Spifame de Brou est fils de Gaillard Spifame, trésorier général de France, et d'Anne de Marie, ainsi que le neveu de Jacques Spifame de Brou, évêque de Nevers, à qui il succède. Gilles Spifame est chanoine et official de Nevers avec le titre de vicaire général, doyen de Saint-Marcel de Paris, prévôt de Chablis, abbé de l'abbaye Saint-Paul-sur-Vanne et doyen de Sens.
Il est nommé évêque de Nevers en 1559.  Gilles met tout en œuvre, pour arrêter, dès son arrivée, les progrès de l'hérésie dans son diocèse. Après avoir assisté en 1563 aux dernières sessions du concile de Trente, ce prélat fait brûler publiquement en 1566 trois tonnes remplies de livres suspects envoyés de Genève  et que les protestants avaient  introduits dans Nevers.   En 1572  il permet aux Pères de la Compagnie de Jésus de s'établir dans sa ville épiscopale.

## Armoiries
«  De gueules, à l'aigle éployée d'argent »